# Călinești (gmina Șerbăuți)
Călinești – wieś w Rumunii, w okręgu Suczawa, w gminie Șerbăuți. W 2011 roku liczyła 1023 mieszkańców. 